# Gustavo Sánchez Márquez
Gustavo Sánchez Márquez (Badajoz, agosto de 1869 - Madrid, 31 de diciembre de 1962) fue un periodista español.

## Biografía
Aunque carecía de abolengo carlista, Gustavo Sánchez ingresó en las filas del tradicionalismo en 1890, con poco más de veinte años de edad. En 1894 comenzaría a colaborar en el principal periódico del carlismo: El Correo Español. Entre 1895 y 1903 desempeñó el cargo de liquidador oficial de la Bolsa de Madrid. Tras entrar en la redacción de El Correo Español, llegó a ser administrador y, más tarde, gerente del diario rotativo, logrando que alcanzara una considerable tirada. Por sus servicios a la causa carlista, en 1907 Don Carlos de Borbón le premió con la Medalla de la Fidelidad.
En 1912 gestionó la adquisición de una nueva rotativa y la construcción de una sede para el periódico en la calle Pizarro de Madrid que se denominó la Casa de los Tradicionalistas. En febrero de 1919, tras reunirse en París con Don Jaime y su secretario, Gustavo Sánchez trajo a España un manifiesto del pretendiente que desautorizaba la política germanófila seguida por la Comunión Tradicionalista y lo publicó en El Correo Español, a consecuencia de lo cual se produciría la separación de Juan Vázquez de Mella y sus seguidores del partido. Sánchez intervino entonces para asegurar que el periódico permaneciese en propiedad de Don Jaime, evitando que los mellistas se apropiasen del mismo. Ese año publicó asimismo un folleto que había impreso en 1915 titulado ¡Salvemos al R...! La crisis del partido carlista, en el que exponía sus diferencias con Vázquez de Mella y el marqués de Cerralbo, que no se había atrevido a publicar antes para no perjudicar la campaña tradicionalista a favor de la neutralidad de España en la Primera Guerra Mundial.
Además de trabajar en El Correo Español, en 1918 había ingresado en Prensa Española, encargándose de la administración del diario ABC y de la revista Blanco y Negro. Durante la dictadura de Primo de Rivera se adhirió a la Unión Patriótica y reconoció de manera explícita a Alfonso XIII. En enero de 1928 entraría como administrador gerente del diario integrista El Siglo Futuro en sustitución de Adaucto Sevilla. A petición de empleados de prensa de toda España, el 28 de marzo de 1930 el Ministerio del Trabajo le concedió la Medalla de Plata del Trabajo como reconocimiento por la creación del Montepío de la Prensa.
El 28 de junio de 1930 añadió una sección de «Páginas provincianas» a El Siglo Futuro, expresando su voluntad de dotar de publicidad al diario para cubrir los gastos de publicación del mismo y manifestando que los creyentes tenían el deber moral de contribuir a sostener la prensa católica, a fin de «difundir nuestro periódico en los hogares cristianos, en los Círculos y casinos, en los centros de reunión de todo género, bibliotecas y salas de lectura, para que nos conozcan todos». En diciembre de 1933 cesó en el cargo de administrador del periódico.
Al estallar la Guerra Civil Española, fue perseguido por milicianos izquierdistas, por lo que se refugió en la Legación de Finlandia, hasta que fue asaltada y fue encarcelado en la prisión de San Antón. Después de la guerra, fue redactor de la Hoja del Lunes y funcionario de la Delegación de Justicia y Derecho. Se jubiló en enero de 1947. Estuvo casado con Mercedes Torres.

## Obras
- ¡Salvemos al R...! La crisis del partido carlista (1915)